# Коронація в Данії

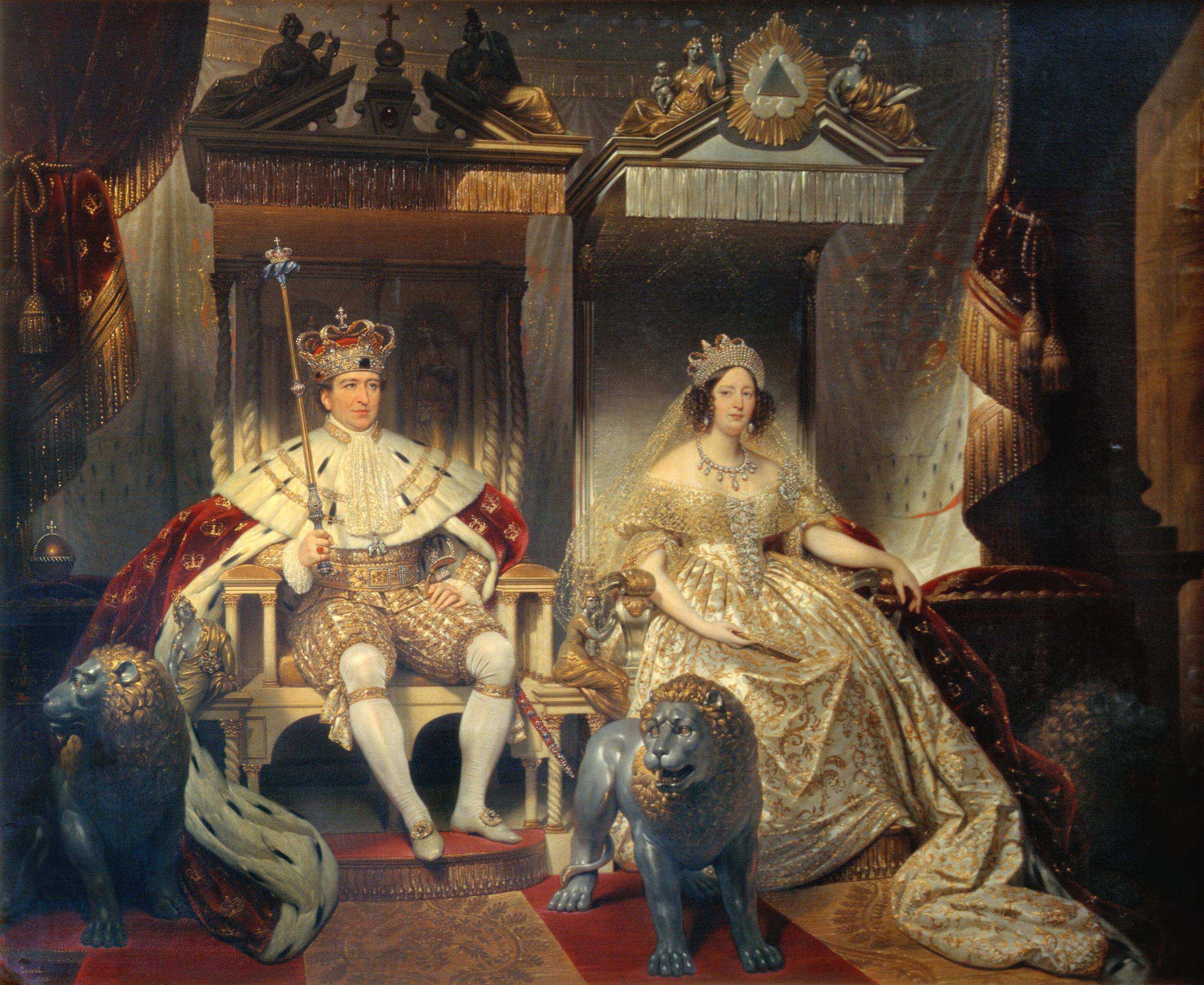
Коронація Християна VIII та Кароліни Амалії, 1840 р.

Коронація в Данії — урочиста церемонія, яка супроводжувала вступ на престол нового короля або королеви Данії. Історично церемонія зведення на трон данського монарха була релігійною, в якій поєднувалось миропомазання, благословіння та коронація. 
Проводилась у різних формах з 1170 по 1840 рік, спочатку в Лундському кафедральному соборі, пізніше в Соборі Святої Марії в Копенгаген та в каплиці палацу Фредеріксборг в Гіллереді.
Інтронізацію данського монарха можна розділити на три різні типи ритуалів: традиційна середньовічна коронація, яка існувала в період виборної монархії в Данії; ритуал миропомазання, який замінив коронацію з введенням абсолютної монархії в 1660 р.; та проголошення або акламація нового монарха, яке проводилось з моменту введення конституційної монархії в 1849 році.

## Історія
Історично в Данії існувала виборна монархія, а данські королі обирались та проголошувались на зборах Тінґа. Ця традиція продовжувалась навіть після того, як почалася здійснюватись церемонія коронації. Процедура виборів та обряд акламації припинився лише з введенням в країні спадкової монархії в 1660 р. Проголошення 1657 р. Кристіана спадкоємцем престолу стало останнім випадком проведення королівських виборів в Данії. 
Перша коронація, що задокументована в Скандинавії, відбулася в Бергені (Норвегія) в 1163 або 1164 рр. Першою відомою коронацією в Данії стала коронація Кнуда VI в церкві св. Бендта в Рінґстеді в 1170 році. А в Лундському соборі 1202 року коронувався Вальдемар II.
В 1380-х роках останньою представницею давніх королівських династій трьох північних країн: Данії, Норвегії та Швеції, згаслих по чоловічих лініях майже одночасно, залишилась данська королева Маргрета І.   
У 1389 році королева Маргарита викликала до Норвегії Поморського князя Богуслава, що був її родичем з династії Грифінів. Тут на вимогу королеви Богуслав змінив ім'я на Ерік. 8 вересня 1389 року його було оголошено королем Норвегії. Протягом 1396 року його також було обрано на короля Данії та Швеції.
17 червня 1397 у шведському місті Кальмар Еріка було короновано як короля трьох держав. Також була підписана угода щодо об'єднання Данії, Норвегії, Швеції - т.з. Кальмарська унія. Водночас Маргарита І продовжувала фактично правити цими країнами до своєї смерті у 1412 році.
З цього об'єднання починається епоха союзу трьох королівств в Кальмарській унії (1389-1523).
Середньовічні монархи використовували різні місця для своїх коронацій. Проте переважна більшість коронацій проводилась в Лундському кафедральному соборі архієпископом Данії. Іншими місцями коронації були Виборг, Вордінгборг, Кальмар та Рібе. 
Після приходу до влади Ольденбурзької династії у 1448 р. коронації проводились у соборі Святої Марії в Копенгагені, і зазвичай їх проводив єпископ Зеландії.

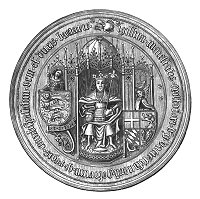
Королівська печатка Хрістофера III

1 січня 1443 р. в Кафедральному соборі Рібе було короновано Хрістофера III, як короля Данії, Швеції та Норвегії.  
А вже Кристіана I, 28 жовтня 1449 р., було короновано у соборі Святої Марії в Копенгагені. Так само Юган І (18 травня 1483 р.) та всі наступні королі Данії коронувались в соборі Св. Марії.  
Остання коронація в цьому соборі відбулась 23 листопада 1648 р., коли на трон зійшов Фредерік III.
Ритуал коронації, зафіксований у 1537 році, розпочинався урочистою процесією монарха та його дружини до собору Святої Марії в Копенгагені, а продовжувався богослужінням та увінчанням королівськими клейнодами. Монарх возсідав перед вівтарем, де він давав клятву справедливо керувати, зберігати лютеранську релігію, підтримувати школи та допомагати бідним. Після цього нового короля миропомазували. Потім королівська пара проходила до спеціального шатра, де їх вдягли в королівські вбрання. Повернувшись, виголошувалась проповідь, гімни Киріє та Глорія, а потім молитви та читання Послання.
Після читання Посланням король став на коліна перед вівтарем, де йому вперше давали королівський меч. Після одягання мантії, все ще стоячого на колінах монарха вінчали духовенство та шляхта, які спільно покладали діадему на голову свого правителя. Володарю давали скіпетр та кулю, після чого від повертався до присутніх. Королева проходила ритуал помазана і увінчання подібним чином, але вона отримала лише скіпетр, а не кулю. Нарешті, був заспіваний хоровий гімн, після чого нововінчаний король та королева слухали другу проповідь та читання Євангелія, яке завершало службу.

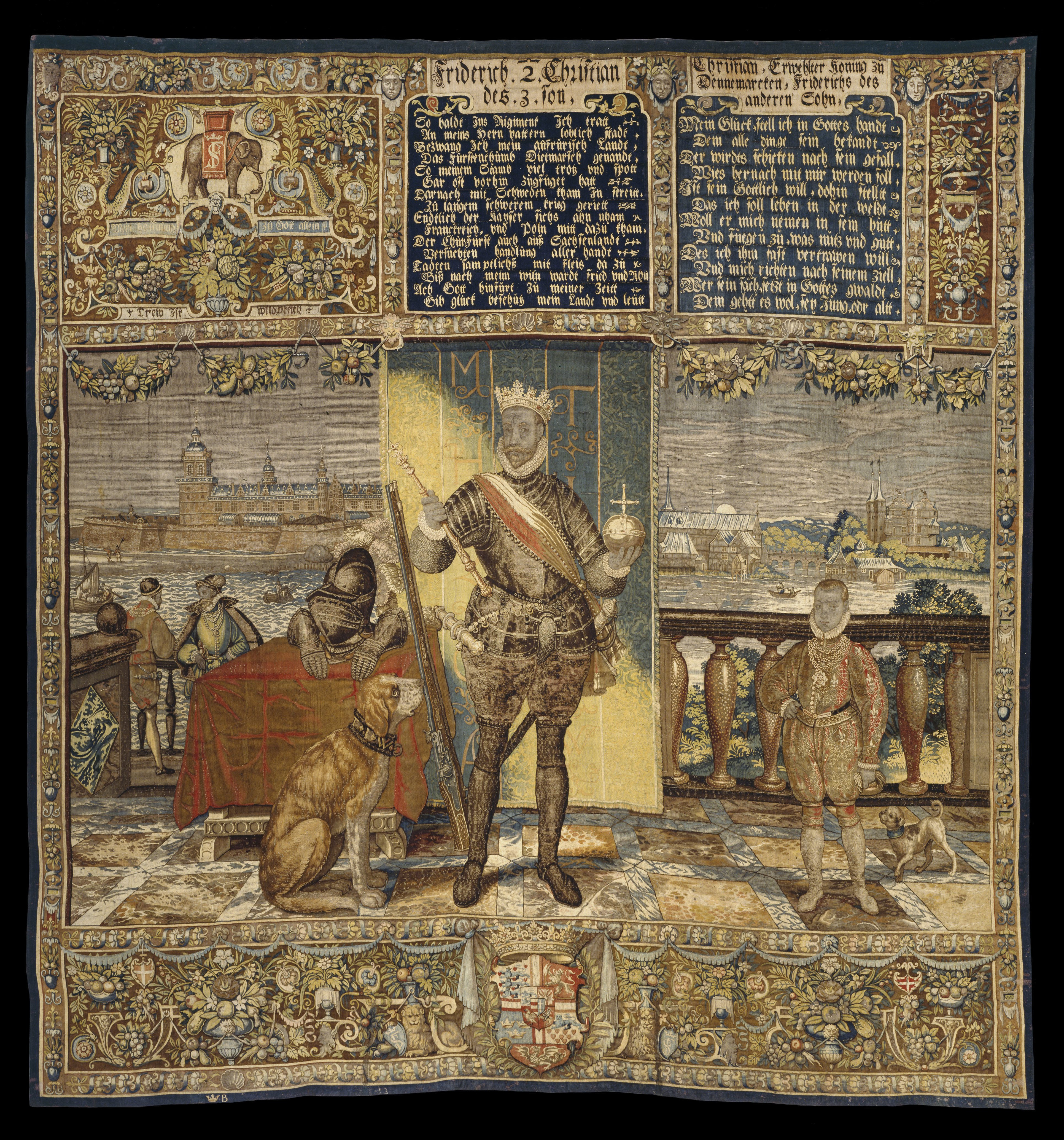
Королівський гобелен Кронборга, 1581 р.

Після запровадження абсолютної монархії в 1660 р. церемонія повної коронації була замінена на церемонію миропомазання, коли новий король прибував до місця коронації вже в короні, де його потім помазували на правління.
Перше таке помазання на престол було проведено 7 червня 1671 р. Кристіану V в каплиці палацу Фредеріксборґ в Гіллереді. Всі наступні зведення на престол королів Данії та Норвегії, за винятком помазання короля Кристіана VII, яке відбулось 1 травня 1767 р. в каплиці палацу Крістіансборґ, проходили в Фредеріксборзі. 
Остання церемонія помазання та трон відбулась 28 червня 1840 р. з королем Кристіаном VIII.
Цей обряд було скасовано після прийняття данської конституції в 1849 році.  
Сьогодні корона Данії демонструється лише на похоронах монарха, коли її кладуть на труну. Колишня королева Маргрета II не мала жодної офіційної церемонії інтронізації. Публічне оголошення про її сходження на престол було зроблено 1972 р. з балкону палацу Крістіансборґ, коли новий суверен був проголошений прем'єр-міністром Єнсом Отто Крагом, а натовп під палацом дев'ятикратно привітав цю промову.